# Irmgard Merkt
Irmgard Merkt (* 7. April 1946 in München) ist eine deutsche Musikpädagogin.

## Biographisches
Irmgard Merkt studierte zunächst Operngesang und später Musik für das Lehramt an Gymnasien an der Staatlichen Hochschule für Musik in München. Nach einigen Jahren gymnasialer Lehrtätigkeit im Ruhrgebiet wurde sie 1978 wissenschaftliche Assistentin bei ihrem späteren Doktorvater Werner Probst an der Pädagogischen Hochschule Ruhr.
1983 promovierte sie mit der Dissertationsschrift Deutsch-türkischer Musikunterricht in der Bundesrepublik. Ein Situationsbericht. Im Rahmen dieser Arbeit entwarf sie den sogenannten Schnittstellenansatz für eine interkulturelle Musikerziehung, den Wolfgang Martin Stroh zum Erweiterten Schnittstellenansatz fortentwickelt hat.
Von 1979 bis 1989 war Merkt Akademische Rätin an der Universität Dortmund im Lehrgebiet Musikerziehung bei Behinderten. Von 1989 bis 1991 war sie Professorin im Fach Medienpädagogik – Schwerpunkt Musik in der Sozialpädagogik – an der Fachhochschule Dortmund und 1991 bis 2014 Professorin im Lehrgebiet Musikerziehung und Musiktherapie in Pädagogik und Rehabilitation bei Behinderung an der TU Dortmund. In den Jahren 2004 bis 2007 und 2012 bis 2014 war sie Dekanin der Fakultät Rehabilitationswissenschaften.
Irmgard Merkt arbeitet bis heute (Stand: Dezember 2020) in der Aus- und Weiterbildung in den Bereichen der interkulturellen und inklusiv orientierten Musikerziehung sowie der Musikalischen Erwachsenenbildung von Menschen mit Beeinträchtigung.
Merkt ist Mitglied der Kulturpolitischen Gesellschaft und im Vorstand des Trägervereins der Akademie der Kulturellen Bildung des Bundes und des Landes NRW.

## ProjekteMusik und Inklusion

### InTakt, Europa InTakt und Förderpreis InTakt
Ab 1998 initiiert Merkt an der TU Dortmund das Weiterbildungsangebot InTakt sowie die berufsbegleitende Fortbildung Zertifikat InTakt. 2003 beginnt die internationale Veranstaltungsreihe Europa InTakt, die mit "Europs InTakt 2010" im Rahmen der Kulturhauptstadt Europas RUHR.2010 einen Höhepunkt erfährt. Sie ist Mit-Initiatorin und Jurorin des Förderpreises InTakt der miriam-stiftung in Dortmund. Der Preis wurde von 2004 bis 2019 jährlich an inklusiv orientierte Musikprojekte verliehen.

### Dortmunder Modell: Musik (DOMO)
Das Projekt Dortmunder Modell: Musik, gefördert vom Ministerium für Arbeit, Gesundheit und Soziales NRW, entwickelt in den Jahren 2010 bis 2013 neue Strukturen der musikalischen Bildung für erwachsene Menschen mit Behinderung und für inklusiv arbeitende künstlerische Ensembles. Stichworte sind Breitenbildung, Talentförderung und Professionalisierung.

### Netzwerk Kultur und Inklusion
Merkt hat Leitungsfunktion im Netzwerk Kultur und Inklusion, das als Dialog- und Fachforum eine der Maßnahmen darstellt, die im Aktionsplan 2.0 der Bundesregierung zur Umsetzung der UN-Behindertenrechtskonvention genannt sind. Im Jahr 2015 eingerichtet und gefördert von der Beauftragten der Bundesregierung für Kultur und Medien (BKM) reflektiert das Netzwerk bisherige Ansätze zur Teilhabe von Menschen mit Behinderung am kulturellen Leben und spricht Empfehlungen für einen vielfältigen und aktiv-gestaltenden Zugang von Menschen mit Beeinträchtigungen zur Kulturlandschaft aus.

## Auszeichnungen
- 2016 – Silberne Stimmgabel des Landesmusikrats Nordrhein-Westfalen[12]
- 2020 – Bundesverdienstkreuz am Bande[13]

## Publikationen und Herausgeberschaft (Auswahl)
- Musik – Vielfalt – Integration – Inklusion. Musikdidaktik für die eine Schule. ConBrio, Regensburg 2019, ISBN 978-3-940768-84-1.
- Die Künste und die Kunst der Inklusion. In: Juliane Gerland (Hrsg.): Kultur Inklusion Forschung. Beltz, Weinheim/Basel 2017, ISBN 978-3-7799-3688-6, S. 16–31.
- mit Juliane Gerland und Susanne Keuchel (Hrsg.): Netzwerk Kultur und Inklusion. Schriftenreihe. ConBrio Verlagsgesellschaft, Regensburg 2016–2019 (kultur-und-inklusion.net, abgerufen am 3. Dezember 2020)
  - Band 1: Kunst, Kultur und Inklusion. Teilhabe am künstlerischen Arbeitsmarkt. ISBN 978-3-940768-63-6.
  - Band 2: Kunst, Kultur und Inklusion. Ausbildung für künstlerische Tätigkeit von und mit Menschen mit Behinderung. ISBN 978-3-940768-71-1.
  - Band 3: Kunst, Kultur und Inklusion. Menschen mit Behinderung in Presse, Film und Fernsehen: Darstellung und Berichterstattung. ISBN 978-3-940768-77-3.
  - Band 4: Kultur oder Soziales? Kultur und Inklusion im Dilemma? ISBN 978-3-940768-85-8.
- Inklusion, kulturelle Teilhabe und Musik. In: Günther Bernatzky, Gunter Kreutz (Hrsg.): Musik und Medizin. Chancen für Therapie, Prävention und Bildung. Springer, Wien 2015, ISBN 978-3-7091-1599-2, S. 113–124.
- Musikkultur Inklusiv. 10 Jahre Förderpreis InTakt der miriam-stiftung. Mit Beiträgen von Elisabeth Braun, Irmgard Merkt Anne-Kathrin Tietke, Robert Wagner, Birgit Jank. miriam-stiftung, Dortmund 2014 (musik-inklusiv.de, abgerufen am 3. Dezember 2020)
- Authentizität und Adaption. Aspekte interkultureller Musikerziehung: Rückblick und Ausblick. In: Barbara Alge, Oliver Krämer (Hrsg.): Beyond Borders: Welt – Musik – Pädagogik. Musikpädagogik und Ethnomusikologie im Diskurs. Wißner, Augsburg 2013, ISBN 978-3-89639-884-0, S. 115–130.
- Deutsch-türkische Musikpädagogik in der Bundesrepublik. Ein Situationsbericht. express edition, Berlin 1983, ISBN 3-88548-086-7.
- mit Martin Geck: Banjo Liederbuch. Mit Illustrationen von F. W. Bernstein. Klett, Stuttgart 1982, ISBN 3-12-177500-6.